# Illa de Whiddy
L'illa de Whiddy (en irlandès Oileán Faoide) és una illa d'Irlanda, a l'entrada de la badia de Bantry, al comtat de Cork, a la província de Munster. Aproximadament té una llargada de 5,6 kilòmetres i una amplada de 2,4 kilòmetres. La topografia comprèn la laminació glacial, amb sòls relativament fèrtils. En 1880 tenia una població del voltant de 450 habitants, principalment dedicats a pesca i en petita escala a l'agricultura.

## Informació actual
Actualment té una població resident permanent de 20 persones, encara que hi ha molts visitants a la temporada turística, molts s'allotgen a les cabanes tradicionals restaurades de l'illa.
L'illa està unida al continent pel transbordador local The Ocean Star III, amb viatges d'anada i tornada diverses vegades al dia. També es poden llogar bicicletes per un preu simbòlic, ja que és un servei local de Hackney.
L'economia actual està impulsat principalment per les indústries de la pesca i l'agricultura. A causa de les seves temperatures suaus de l'hivern, té una bona reputació per la seva producció primerenca de patata de la regió.
Històricament, l'illa va compartir la importància estratègica de les aigües profundes de la badia de Bantry. Posseeix una bateria fortificada construïda per les autoritats britàniques en temps de Napoleó, després de l'arribada de l'Armada francesa en 1796. L'illa va ser utilitzada breument com a base aèria dels Estats Units a Primera Guerra Mundial i ara té una gran terminal petroliera.

## Informació històrica
En els últims mesos de Primera Guerra Mundial, Whiddy es va convertir en una base aèria i naval dels EUA. La Marina dels Estats Units d'Amèrica va establir una base d'aeroplans a l'extrem occidental de l'illa, que va començar a funcionar el 25 de setembre 1918, quan arribaren els dos primers avions. Patrullaven una àrea al voltant de Fastnet Rock. Un dels avions es va estavellar el 22 d'octubre de 1918, morint un aviador. La base tenia una ràdio operativa que rebia missatges des de llocs tan llunyans com EUA i Rússia. La base de Whiddy tenia cinc avions. Amb l'armistici de novembre de 1918, la justificació del seu manteniment es va acabar i l'estació fou tancada el gener de 1919.
Actualment hi ha una gran terminal de petroli construïda en la dècada de 1960 pel Gulf Oil. Aquest va ser dissenyat per donar cabuda als més grans superpetroliers que naveguen directament des de l'Orient Mitjà.
El dilluns 8 de gener de 1979, el petrolier francès Betelgeuse va explotar quan descarregava un carregament de cru a la terminal. En l'explosió i posterior incendi van morir 50 persones. Això va ser conegut com l'incident Betelgeuse i és considerat com el pitjor desastre marítim en la història d'Irlanda. El terminal, que havia estat en funcionament des de 1969, mai va ser totalment reparat. Va ser tornat al govern irlandès en 1986, després de la qual cosa s'utilitza per mantenir la reserva estratègica de petroli d'Irlanda.

## Townlands
Els townlands són:
- Close
- Crowangle
- Gorraha
- Kilmore
- Reenaknock
- Reenavanny
- Tranaha